# Iokai
Iokai (医王会?) è il termine adottato da Shizuto Masunaga per definire un insieme di praticanti shiatsu riuniti con l'obiettivo di diventare “Re della medicina”, ovvero di sviluppare, perfezionare, una tecnica di “diagnosi-trattamento-simultaneo”, e applicare una terapia medica nel rispetto del Cielo e della Terra che sia per l'uomo un supporto di pace.
La prima parte del nome "IO" significa "Re della medicina", si traduce anche "Buddha della Medicina". Denota uno che vede la vita come interazione tra terra e cielo e ne riconosce e comprende le sue leggi e relazioni.
 
Nell'"Ekottarâgama", quarta parte degli "Agama-Sûtra",  Il Budda insegna che il "Re" -"O"- della "medicina" -"I"-, è colui che:
- conosce bene le malattie, ne conosce le cause, si impegna a guarirle, conosce bene i trattamenti appropriati e li mette in pratica, per fare in modo che esse non ritornino.

La seconda parte del nome "KAI" significa "non solo" nel senso di "non per se stesso", ovvero persone che sono insieme, come in una società, associazione.
Shizuto Masunaga ha trovato nell'incontro con questo testo, la sua visione di ciò che dovrebbe essere lo shiatsu, descritta in dettaglio. La sofferenza deriva dalle radici dell'esistenza umana, dal rapporto di una persona con se stesso e il mondo che la circonda. Si può notare che il testo mostra parallelismi con le 4 nobili verità nel buddhismo.